# Bürgermeisterei Ernzen
Die Bürgermeisterei Ernzen war eine von ursprünglich 42 preußischen Bürgermeistereien, in die sich der 1816 neu gebildete Kreis Bitburg im Regierungsbezirk Trier verwaltungsmäßig gliederte. Von 1822 an gehörte der Regierungsbezirk Trier, damit auch die Bürgermeisterei Ernzen, zu der in dem Jahr neu gebildeten Rheinprovinz. Der Verwaltung der Bürgermeisterei unterstanden drei Gemeinden. Der Verwaltungssitz war in der heutigen Ortsgemeinde Ernzen im Eifelkreis Bitburg-Prüm in Rheinland-Pfalz.

## Gemeinden und zugehörige Ortschaften
Zur Bürgermeisterei Ernzen gehörten folgende Gemeinden (Stand 1843):
- Ernzen (596 Einwohner) mit dem Weiler „Echternacher Brücke“ (heute Echternacherbrück; 50), dem Haus „Echternacher Fähre“ (7), dem Enzerhof (14) und der Fölkenbacher Mühle (4)
- Ferschweiler (746) mit der Ferschweiler Mühle
- Prümzurlay (187) mit dem Laeisenhof (9)

Insgesamt lebten im Bürgermeistereibezirk 1.613 Menschen in 264 Wohnhäusern. Annähernd alle Einwohner waren katholisch, einer war evangelisch, fünf Juden wohnten in Ferschweiler. Es gab zwei Kirchen, eine Kapelle und drei Schulen (Stand 1843).

## Geschichte
Alle Ortschaften im Verwaltungsbezirk der Bürgermeisterei gehörten vor 1794 zur Propstei Echternach im Herzogtum Luxemburg (Quartier Echternach). Ernzen war Hauptort einer Meierei, deren Verwaltungsgebiet identisch war mit dem der späteren Bürgermeisterei. Im Jahr 1794 hatten französische Revolutionstruppen die Österreichischen Niederlande, zu denen das Herzogtum Luxemburg gehörte, besetzt und im Oktober 1795 annektiert. Unter der französischen Verwaltung gehörte das Gebiet zum Kanton Echternach, der verwaltungsmäßig zum Arrondissement Bitburg im Departement Wälder gehörte.
Aufgrund der Beschlüsse auf dem Wiener Kongress wurde 1815 das vormals luxemburgische Gebiet östlich der Sauer und der Our dem Königreich Preußen zugeordnet. Unter der preußischen Verwaltung wurden im Jahr 1816 Regierungsbezirke und Kreise neu gebildet, linksrheinisch behielt Preußen in der Regel die Verwaltungsbezirke der französischen Mairies vorerst bei. Die Bürgermeisterei Ernzen entsprach insoweit der vorherigen Mairie Ernzen. Die Bürgermeisterei Ernzen bestand bis 1856 und ging zusammen mit der Bürgermeisterei Irrel in der Bürgermeisterei Bollendorf auf.
Alle Ortschaften gehören heute verwaltungsmäßig zur Verbandsgemeinde Südeifel im Eifelkreis Bitburg-Prüm in Rheinland-Pfalz.